# Glödsandbi
Glödsandbi eller rödsandbi (Andrena fulva) är en art i insektsordningen steklar som tillhör överfamiljen bin och familjen grävbin.

## Beskrivning
Glödsandbiet har behåring på ovansidan av kroppen som är rent röd hos honan, mer beige till beigeorange hos hanen. Undersidan har oftast svart behåring. Hos hanen är nederdelen av benen ljusa till mörkare bruna. Hanen är 9 till 12 millimeter lång och honan är 12 till 14 millimeter.

## Utbredning
Utbredningsområdet omfattar centrala Europa, från Storbritannien (mycket glest i Skottland) över södra Skandinavien till Rumänien och Bulgarien. 
I Sverige är arten förhållandevis ny; den observerades första gången i Österlen i Skåne 2000, och har därefter spritt sig till resten av Skåne, Halland, Blekinge, Bohuslän, Småland, Öland, Västergötland och Östergötland. Den klassificeras som livskraftig i landet. I Finland har hittills (2022) två observationer gjorts i maj 2020 i Helsingfors botaniska trädgård, en hona och en hane, men arten betraktas trots det som väletablerad.

### Status
Artens globala skyddsstatus är för närvarande (2014) inte känd, IUCN klassificerar den under kunskapsbrist, men populationen är fragmenterad och minskar. Arten är utdöd i sydöstra Irland. Främsta orsaken till den allmänna nedgången är habitatförlust genom att tidigare blomsterrika områden omvandlats till monokulturer.

## Ekologi
Glödsandbiet är aktivt från slutet av mars om temperaturen inte är för låg, fram till början av juni. Det är polylektiskt, det flyger till blommor från många olika familjer, som rosväxter (slån, fågelbär, hagtorn och plommon), ripsväxter (svarta vinbär, röda vinbär, krusbär och måbär), videväxter (sälg), korgblommiga växter (maskrosor), sparrisväxter (blåstjärnor), liljeväxter (vårlökar), ljungväxter (blåbär), bokväxter (bok, ek), Ranunkelväxter (smörblommor), korsblommiga växter (löktrav), kinesträdsväxter (lönn, tysklönn), järneksväxter (järnek) samt desmeknoppsväxter (parkolvon).
Dess habitat är öppna marker, gärna på kalkgrund, som betesmarker, ängar och ibland glesa skogar, men det kan också förekomma i samhällen, inte minst i parker och trädgårdar. 

### Fortplantning
Arten är ett solitärt bi, det vill säga att det inte bildar samhällen. I lämpliga områden kan dock flera honor gräva ut sina bon mycket nära varandra. Boet förläggs ofta på glesbevuxen mark, gärna med god tillgång till sol, även om det även förekommer att det byggs i skogsmiljö. Det består av en vertikal gång på 20 till 30 centimeter, längs vilken honan skapar fyra till fem enskilda äggceller. Upp till tre bon kan byggas av varje hona. Äggcellerna fylls med nektar och pollen, varpå ett ägg läggs i varje cell. Larven kläcks efter bara några få dagar. Den livnär sig på förrådet av nektar och pollen och förpuppar sig efter några veckor. Efter övervintringen kommer nästa generation fullbildade glödsandbin fram på våren. Det förekommer att bandgökbi är en boparasit till arten i Skåne och Halland, där bandgökbiet lever. Bandgökbihonan lägger ett ägg i en (eller flera) av glödsandbihonans larvceller, där den resulterande larven lever av det insamlade matförrådet, efter det att värdägget eller -larven dödats.
Bona kan kännas igen på att den uppgrävda jorden formar en tydlig pyramid kring ingången. Det är vanligt att samma platser för bobyggnad återanvänds av de kommande generationerna i flera år.